# فرانك ويلش
فرانك ويلش هو سياسي أمريكي، ولد في 10 فبراير 1835 في Charlestown, Boston ‏ في الولايات المتحدة، وتوفي في 4 سبتمبر 1878. نشط حزبياً في الحزب الجمهوري. وقد انتخب عضو مجلس النواب الأمريكي ‏.